# Мадараш Володимир Степанович
Володимир Степанович Мадараш (27 травня 1984, смт Гримайлів, Тернопільська область — 11 грудня 2022, Бахмутський напрямок, Донецька область) — український військовослужбовець, старший солдат Збройних сил України, учасник російсько-української війни. Кавалер ордена «За мужність» III ступеня (2023, посмертно).

## Життєпис
Володимир Мадараш народився 27 травня 1984 року в смт Гримайлові, нині Гримайлівської громади Чортківського району Тернопільської области України.
Навчався у Гримайлівській загальноосвітній школі імені Пулюя.
На військовій службі з початку повномасштабного російського вторгнення в Україну 2022 року. Водій автомобільного відділення гаубичної артилерійської батареї. Загинув 11 грудня 2022 року під час артилерійського обстрілу біля Бахмутського району на Донеччині.
Похований 19 грудня 2022 року в родинному містечку.

## Нагороди
- орден «За мужність» III ступеня (17 березня 2023, посмертно) — за особисту мужність і самовіддані дії, виявлені у захисті державного суверенітету та територіальної цілісності України, зразкове виконання військового обов'язку[2].